# Thalatta precedens
Thalatta precedens är en fjärilsart som beskrevs av Walker 1857. Thalatta precedens ingår i släktet Thalatta och familjen nattflyn. Inga underarter finns listade i Catalogue of Life.